# Sutro Baths

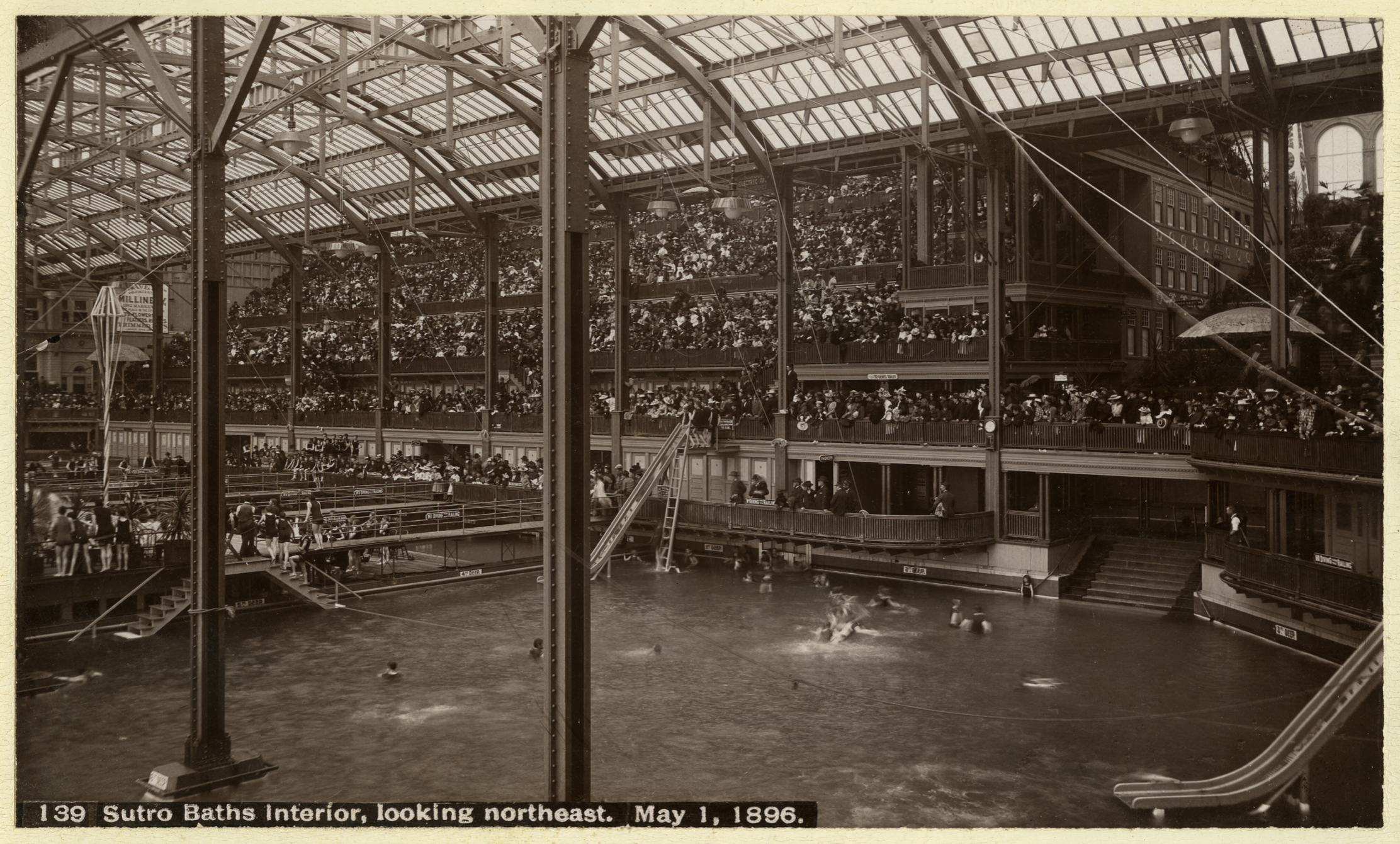
Innenansicht von Sutro Baths am 1. Mai 1896

Sutro Baths war ein privat betriebenes Meerwasser-Hallenbad an der Pazifikküste im Westen von San Francisco. Das Schwimmbad wurde im Auftrag des deutschen Einwanderers Adolph Sutro gebaut und war bei seiner Eröffnung im Jahr 1896 das größte Hallenbad der Welt. Die Anlage brannte im Jahr 1966 ab und ihre in der Golden Gate National Recreation Area gelegenen Ruinen gehören heute zu den Touristenattraktionen von San Francisco.

## Geschichte

### DasAquarium

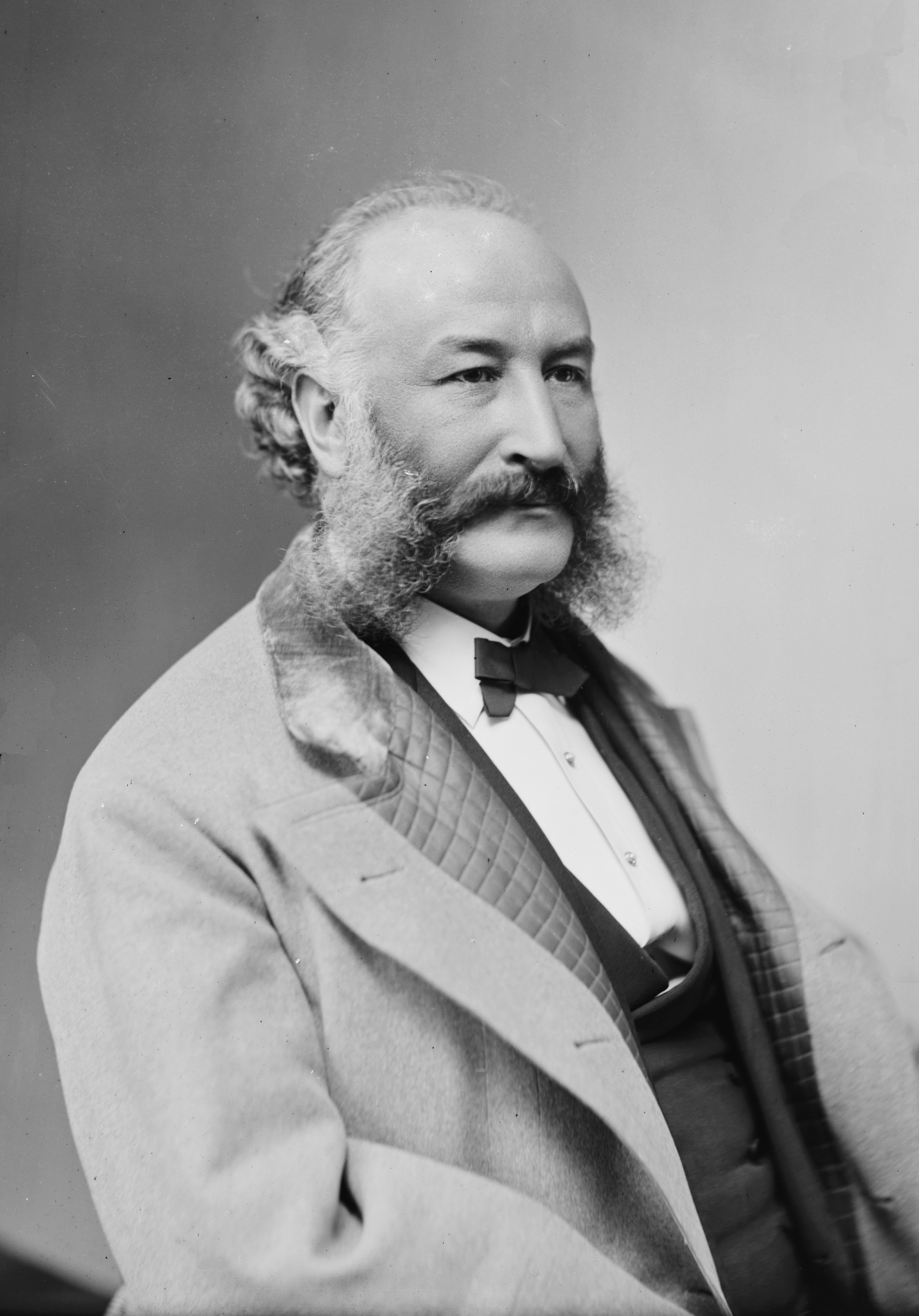
Adolph Sutro war zwischen 1894 und 1896 der 24. Bürgermeister der Stadt San Francisco. Porträt des amerikanischen Fotografen Mathew B. Brady aus der zweiten Hälfte des 19. Jahrhunderts.

Der aus Aachen stammende Adolph Sutro (1830–1898) hatte im kalifornischen Silberbergbau ein Vermögen erworben und kaufte 1881 große Partien Land im damals unerschlossenen Westen von San Francisco. Zwei Jahre später öffnete er sein privates Anwesen Sutro Heights im heutigen Sutro Heights Park für die Öffentlichkeit. Zu jener Zeit gab es nur wenige Erholungsparks für die arbeitende Bevölkerung San Franciscos und Besucher seines italienischen Gartens konnten gegen eine geringe Gebühr die Aussicht auf den Pazifik und die auf der anderen Seite der Golden Gate gelegenen Marin Headlands genießen.
Im Auftrag Sutros begannen Arbeiter 1884 am nördlichen Ende der Landspitze Point Lobos mit der Errichtung einer Gezeitentümpeln nachempfundenen Anlage, die vom Meerwasser gespeist wurde und rund 30 mal 34 Meter maß. Einem Reporter des San Francisco Chronicle gegenüber erwähnte Sutro zu Beginn des Jahres 1886 bereits seinen Plan, die Anlage später zu einem Schwimmbad auszubauen, zunächst ginge es jedoch darum, ein Aquarium „mit allerlei Arten von Seeanemonen, Moostierchen und Schalentieren“ zu errichten.
Die ursprüngliche Konstruktion bestand aus einem Auffangbecken für Meerwasser, von dem aus eine unterirdische Röhre zum eigentlichen Aquarium führte und dieses bei Flut mit Wasser speiste. Lief dieses Wasser bei Ebbe wieder ab, wurden die vom Pazifik hereingespülten Tiere und Pflanzen für das Publikum sichtbar. Im Rahmen einer öffentlichen Vorführung der Anlage kündigte Sutro den baldigen Ausbau der Anlage zu einem Schwimmbad an, das sich bei einer Tiefe zwischen einem und 2,7 Metern über eine Fläche von mehr als 10.000 Quadratmetern erstrecken sollte.

### Bau des Schwimmbades und derSutro Railroad
Unmittelbar nach der Fertigstellung des Aquariums begannen Arbeiter damit, eine steinerne Mauer zur meerseitigen Umfassung des späteren Schwimmbades zu errichten. Im Jahr 1890 begannen sie mit dem Bau von Zementmauern, die die ursprüngliche Swimming Pond in fünf kleinere, rechteckige Becken und ein größeres, L-förmiges Becken aufteilten. Im August 1891 schrieb Sutro den Bau der oberirdischen Teile seines Schwimmbades öffentlich aus. Zwei Monate später erteilte er dem Architekturbüro von Emil S. Lemme und C. J. Cooley den Auftrag zur Errichtung einer Stahl- und Glaskonstruktion, die späteren Besuchern den Blick auf den Pazifik ermöglichte.

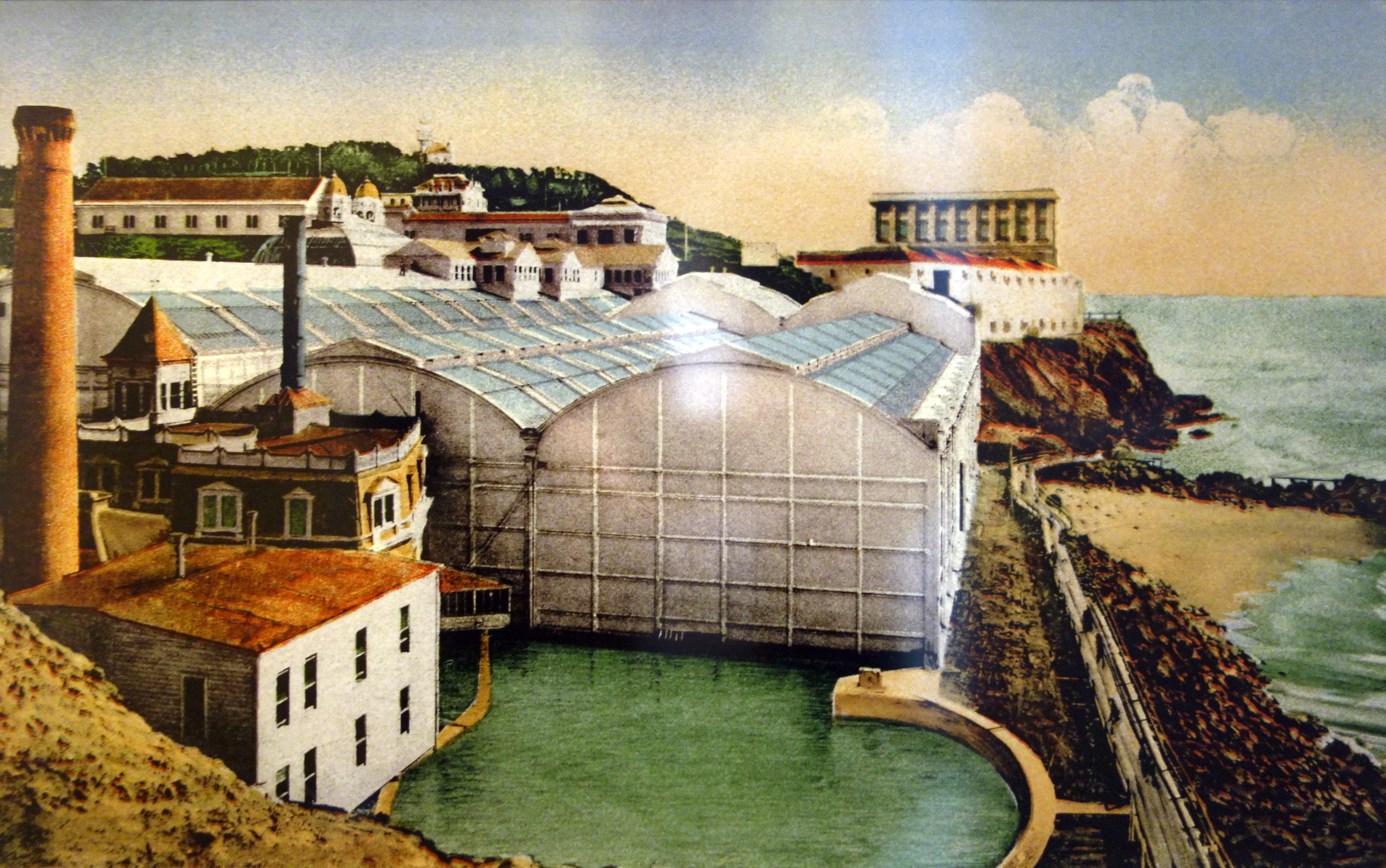
Außenansicht der fertiggestellten Anlage. Im Vordergrund das ehemalige Aquarium, links daneben das dreistöckige Gebäude mit Dampfkraftwerk und Wäscherei, in der Bildmitte die Hallenkonstruktion.

Als erstes Gebäude entstand im Sommer 1892 ein Dampfkraftwerk mit angeschlossener Wäscherei. Anschließend begann der Bau des Stahlgerüsts der Überdachung. Diese Überdachung bestand aus drei Hallen ungefähr gleicher Größe, von denen zwei die Schwimmbecken und eine die auf der dem Ozean abgewandten Seite liegenden Tribünen und Wandelhallen überspannten. Im Juli 1893 war die Arbeit an diesem Teil der Anlage abgeschlossen.
Nach dem Bau der Überdachung begannen Zimmermann- und Klempnerarbeiten sowie die Installation der elektrischen Systeme und der großformatigen Glasflächen. Die für den 29. April 1894 geplante Eröffnung verzögerte sich allerdings, nachdem zwei Arbeiter von ihrem Gerüst stürzten und dabei den Tod fanden. Eine weitere Verzögerung ergab sich aus dem Streit Sutros mit der Southern Pacific Railroad über die Preise zur Beförderung von Passagieren zum Bad. Sutro beharrte zunächst darauf, sein Schwimmbad so lange nicht zu eröffnen, wie die Southern Pacific den Preis nicht auf 5 Cents pro Fahrgast gesenkt hatte. Vor dem Hintergrund von Sutros Kampagne zur bevorstehenden Bürgermeisterwahl im November 1894 gab die Eisenbahngesellschaft schließlich nach. Sutro stellte dieses Ergebnis jedoch immer noch nicht zufrieden und entschloss sich zum Bau einer eigenen Bahnlinie, der Sutro Railroad, mit der er die Dominanz der Southern Pazific brechen wollte. Die Sutro Railroad verband San Franciscos Clement Street mit dem Schwimmbad und wurde am 1. Februar 1896 in Betrieb genommen. Damit war der Weg zur feierlichen Eröffnung geebnet und Sutro – inzwischen Bürgermeister von San Francisco – konnte den Badebetrieb im März 1896 offiziell eröffnen.

### Die Zeit zwischen 1896 und 1965
In den Jahren zwischen 1896 und 1933 wurden nur wenige bauliche und technische Veränderungen an den Sutro Baths vorgenommen. Im Jahr 1904 wurde der Betrieb des Kraftwerks von Kohle auf Brennöl umgestellt. Aufgrund von Sturmschäden im Juni 1905 mussten Ausbesserungsarbeiten an den westlichen Teilen der Anlage vorgenommen werden. Seit 1912 wurde das Bad von Pacific Gas and Electric mit Elektrizität versorgt, so dass das Kraftwerk von nun an nur noch zur Beheizung des Seewassers eingesetzt wurde.
In der ersten Hälfte der dreißiger Jahre begann eine umfassende Sanierung der Anlage unter der Aufsicht von Sutros Enkel Adolph G. Sutro. Der Eingangsbereich und das große Schwimmbecken wurden erneuert, der Außenbereich durch Picknickflächen erweitert und ein Teil des Innenbereiches in eine Eisbahn umgewandelt.
Im Zuge nachlassenden Besucherinteresses entschlossen sich die Erben Adolph Sutros im September 1957 zum Verkauf der Sutro Baths an den Unternehmer George Whitney. Dieser wandelte die Anlage in einen Freizeitpark um, konnte sich aber letztendlich nicht gegen die Konkurrenz modernerer Schwimmbäder in San Francisco durchsetzen. Zwischen 1954 und 1955 ließ Whitney eine Gondelanlage bauen, die Passagiere vom nahegelegenen Cliff House zu einer Aussichtsplattform am äußersten Ende von Point Lobos brachte. Diese Sky Tram schloss allerdings bereits zehn Jahre später, weil sie sich wirtschaftlich nicht rentierte.

### Das Ende im Jahr 1966

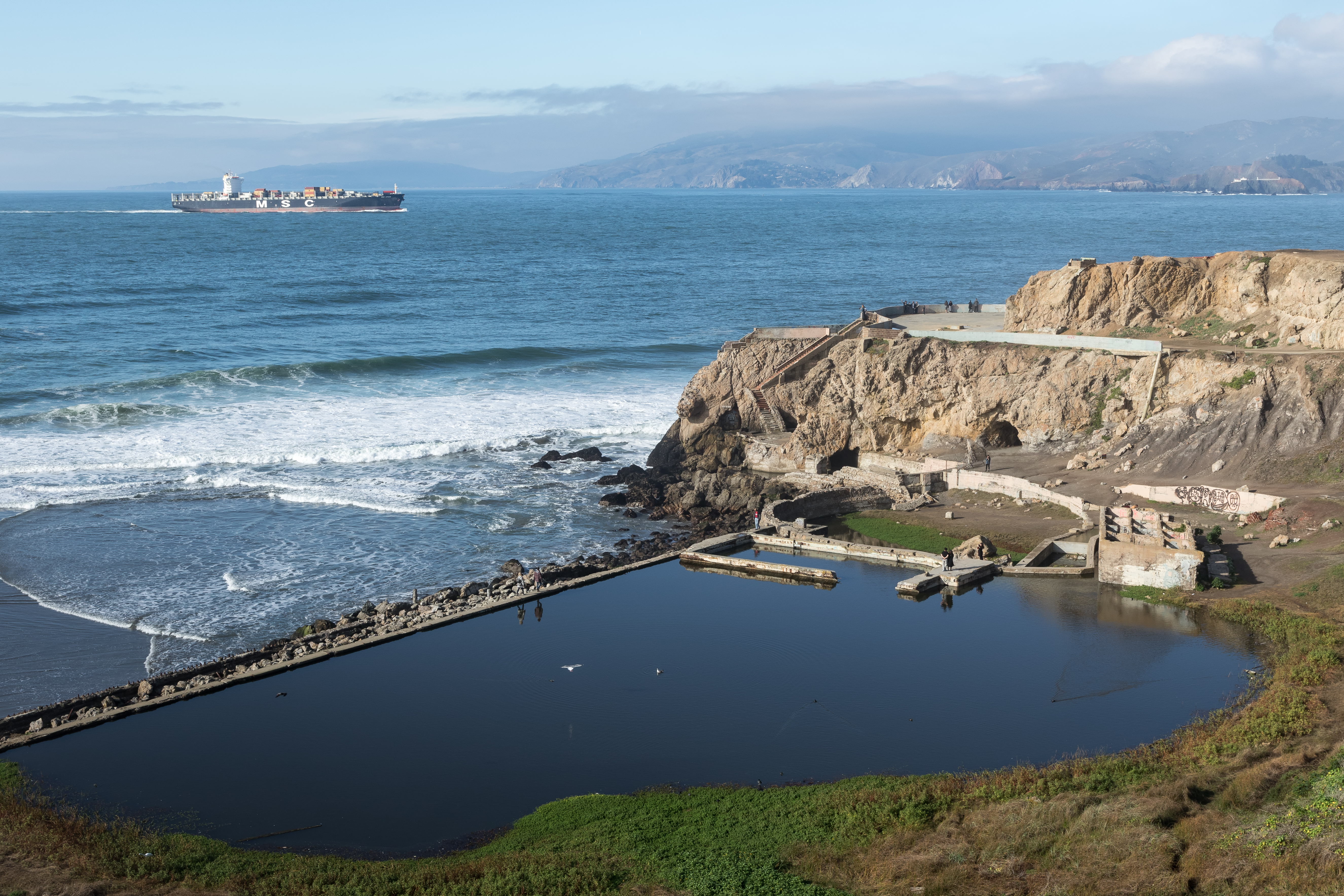
Zustand der Sutro Baths im Jahr 2018. Blick nach Norden mit den Marin Headlands im Hintergrund.

In den frühen 1960er Jahren entschlossen sich die Erben George Whitneys zum Verkauf der Anlage an den Immobilienunternehmer Robert Frasier. Dieser plante, Sutro Baths abzureißen und an deren Stelle Wohnungen zu errichten.
Der Betrieb des Schwimmbades endete am 1. März 1966 und kurz darauf begannen die Abrissarbeiten. Am 26. Juni 1966 zerstörte ein durch Brandstiftung herbeigeführtes Feuer die Anlage komplett. Widerstand gegen den geplanten Bau von Wohnungen, Finanzierungsprobleme und neue Regularien zur Bebauung der Pazifikküste führten dazu, dass Frasiers Pläne nie in die Tat umgesetzt wurden und Sutro Baths bis heute als Ruinen überdauern.